# Lo peor de todo (álbum)
Lo peor de todo es el álbum de estudio de la banda peruana de rock, Rio, lanzado en formato 33 RPM, en 1986.

## Historia
En este álbum se desprenden, además de los éxitos previamente editados en sendos discos de 45rpm como son los temas: "Son colegialas", "Televidente", "La universidad (cosa de locos)" y el sencillo que da nombre al álbum, que además contó con un videoclip, ingresaron a las listas de popularidad en las diferentes emisoras del Perú, ocupando los primeros puestos de la semana.

## Lista de canciones
| Cara A |                      |                              |          |  |
| N.º    | Título               | Escritor(es)                 | Duración |  |
| 1.     | «Lo Peor de Todo»    | Pocho Prieto, Chachi Galarza | 4:03     |  |
| 2.     | «Televidente»        | Pocho Prieto                 | 4:04     |  |
| 3.     | «A la droga dile no» | Pocho Prieto                 | 3:33     |  |
| 4.     | «Tímido»             | Pocho Prieto                 | 4:53     |  |
| 5.     | «Abandonado»         | Pocho Prieto                 | 3:27     |  |

| Cara B |                                  |                                             |          |  |
| N.º    | Título                           | Escritor(es)                                | Duración |  |
| 1.     | «La universidad (Cosa de locos)» | Pocho Prieto, Chachi Galarza, Cucho Galarza | 3:35     |  |
| 2.     | «Son colegialas»                 | Pocho Prieto, Chachi Galarza                | 2:43     |  |
| 3.     | «Estas en nada»                  | Cucho Galarza                               | 3:23     |  |
| 4.     | «Un viaje en un micro»           | Pocho Prieto, Chachi Galarza                | 3:42     |  |
| 5.     | «Lejos de ti»                    | Cucho Galarza                               | 3:30     |  |

## Créditos
- Lucio "Cucho" Galarza: Bajo, coros.
- José "Chachi" Galarza: Primera guitarra, coros.
- Arturo "Pocho" Prieto: Voz, segunda guitarra, coros.
- Kike Figueroa: Batería.
- Eduardo "Lalo" Tafur: Teclados.
- Grabado y mezclado por: Elías Ponce Jr.